# Fernando Martínez Paz
Manuel Fernando Martínez Paz (Córdoba, 23 de febrero de 1927 - 3 de enero de 2008) fue un abogado, escritor y jurista argentino, reconocido como una eminencia del Derecho argentino.[cita requerida]

## Biografía[2]
Fue hijo del también destacado jurista Enrique Martínez Paz. Se recibió de abogado por la Facultad de Derecho (Universidad Nacional de Córdoba) en 1956. Ejerció poco tiempo la abogacía porque prefirió ejercer la docencia.[cita requerida]
En 1965 obtuvo su doctorado en Derecho, por la misma Universidad, con una tesis llamada Jacques Maritain, Itinerario de su pensamiento social y su proyección en la Argentina que fue calificada como Sobresaliente[cita requerida].
Tras la Revolución Argentina y la intervención federal a la Provincia de Córdoba, fue nombrado Ministro de Educación de la Provincia por el interventor Gustavo Martínez Zuviría.

## El mundo jurídico multidimensional
En 1996 Martínez Paz creó la teoría del Mundo jurídico multidimensional (que venía desarrollando desde 1989) como desarrollo evolutivo del Trialismo, obra del jurista alemán Werner Goldschmidt. Dicha teoría postula un nuevo punto de vista metodológico consistente en la investigación científica interdisciplinaria del Derecho, con las dimensiones: antropología, sociología, cultura y ética u conceptualizada como Hombre–Sociedad–Cultura–Derecho.[cita requerida]

## Obras[4]
- El sistema educativo nacional, 1978.[5]
- Introducción al Derecho, Editorial Ábaco, 1982.
- La política educacional en una sociedad democrática, Mateo García Ediciones, 1989.
- El mundo jurídico multidimensional, Advocatus, 1996.
- La enseñanza del derecho, Mateo Garcia Ediciones